# 크리스토플 탑

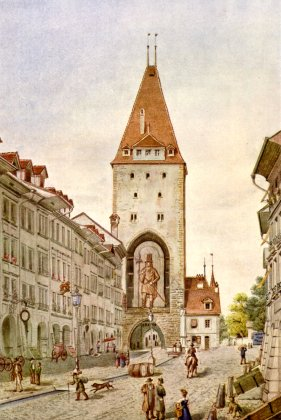
폐쇄되기 5년 전 모습

크리스토플 탑(Christoffelturm)은 1344년에서 1346년 사이 지어진 탑이다. 베른의 슈피탈거리 위쪽에 있는 탑이다. 1864년 12월 15일, 정치적인 결정 후에 스위스 건물 책임자인 고틀리브 오트에 의해 없어졌다. 다음해 봄부터, 탑을 없애기 시작했다.
탑을 폐쇄하기한 결정은 아무런 반대도 없었고, 415명 중 411명이 찬성하였다.